# Schwalbenschwanzverbindung

Schematische Darstellung der Schwalbenschwanzverbindung

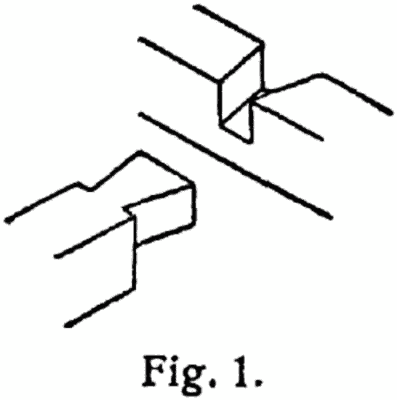
Darstellung von 1904 aus dem Lexikon der gesamten Technik

Eine Schwalbenschwanzverbindung ist eine Verbindung im Maschinenbau oder für Holzverbindungen. 

## Beschreibung
Die Schwalbenschwanzverbindung ähnelt einer Spundung, bei der die Form des Spunds (auch: Feder, Zinken oder Zapfen) entfernt an die gegabelte Form des Schwanzes einer Schwalbe erinnert. Im Gegensatz zu einer Spundung ist die Schwalbenschwanzverbindung in höherem Maße formschlüssig, nicht nur quer zum Schwalbenschwanz, sondern auch in dessen Längsrichtung. Die Schwalbenschwanzverbindung wird in der dritten Richtung, die auch quer zum Schwalbenschwanz liegt, gefügt.
Bei einer Schwalbenschwanzverbindung mit mehrfach „gezackten“ Schwalbenschwanz spricht man auch von einer Tannenbaumverbindung. Diese platzsparende Form ist vor allem zur Befestigung von Laufschaufeln von Strömungsmaschinen verbreitet. Die hohen Fliehkräfte werden in der Verbindung auf mehrere Kontaktflächen verteilt.

## Anwendungen
Schwalbenschwanzverbindungen werden in vielen Bereichen der Technik eingesetzt, u. a.:
- Holzverbindungstechnik, vor allem weil keine zusätzlichen metallischen Verbindungselemente (Nägel, Schrauben …) benötigt werden. Sie wird in der Tischlerei zur Verbindung von Massivhölzern etwa bei Schubladen, Truhen oder auch Musikinstrumenten verwendet. Weitere Anwendung findet die Technik in der Zimmerei, beispielsweise im Fachwerkbau[1].
- Befestigung der Schaufeln auf dem Laufrad einer Strömungsmaschine.

Auch bei Werkzeugmaschinen verwendet man Schwalbenschwanzverbindungen, wobei im Maschinentisch eine trapezförmige Nut (siehe Bild unten) zur Aufnahme von Spanneisen mit entsprechender, negativer Trapezform eingearbeitet sind, in die die Spannpratzen von der Seite eingeschoben und dann durch Verklemmen mit dem Werkstück kraftschlüssig verbunden werden.
Nach fast identischem Prinzip funktionieren sogenannte Schwalbenschwanzführungen, mit dem Unterschied, dass dabei nicht auf starre, kraftschlüssige Verbindung, sondern auf eine formschlüssige, die Translation erlaubende Gleitführung Wert gelegt wird. Diese Art von Schwalbenschwanzführung kann durch eine spezielle Anordnung von Nadelkäfigschienenführungen auch als Wälzführung realisiert werden.

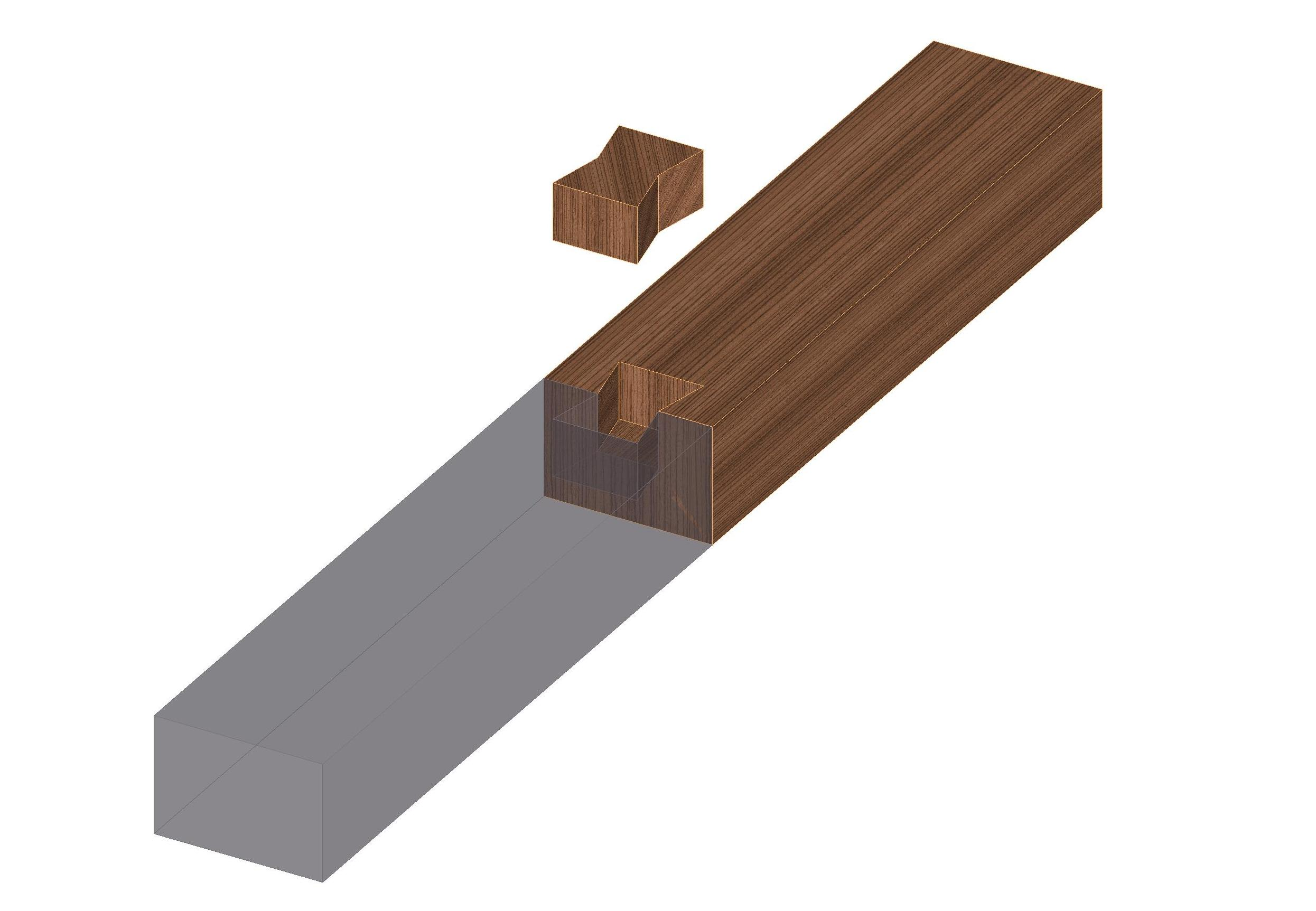
Eingesetzter Schwalbenschwanz
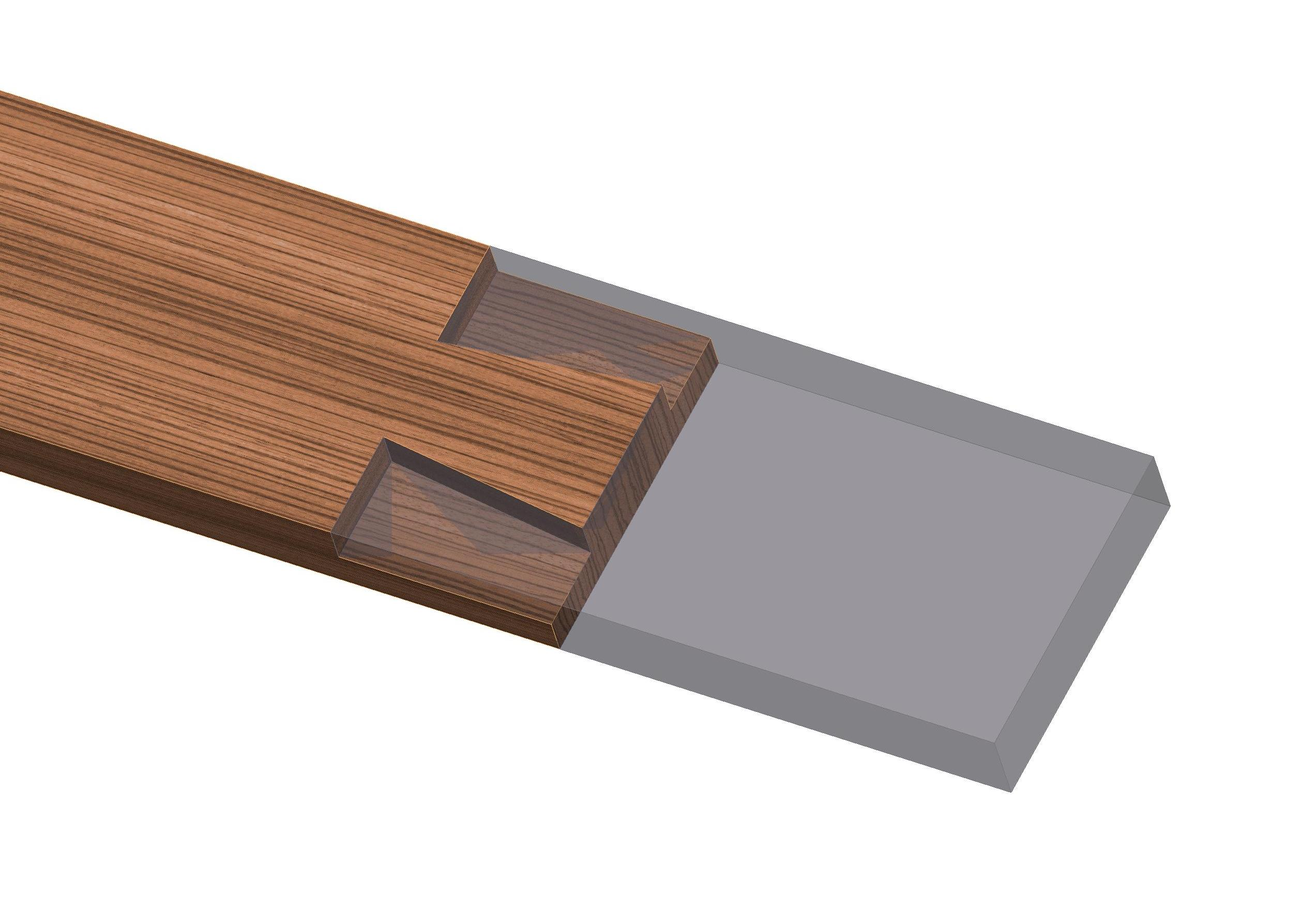
Gerades Blatt mit Schwalbenschwanz
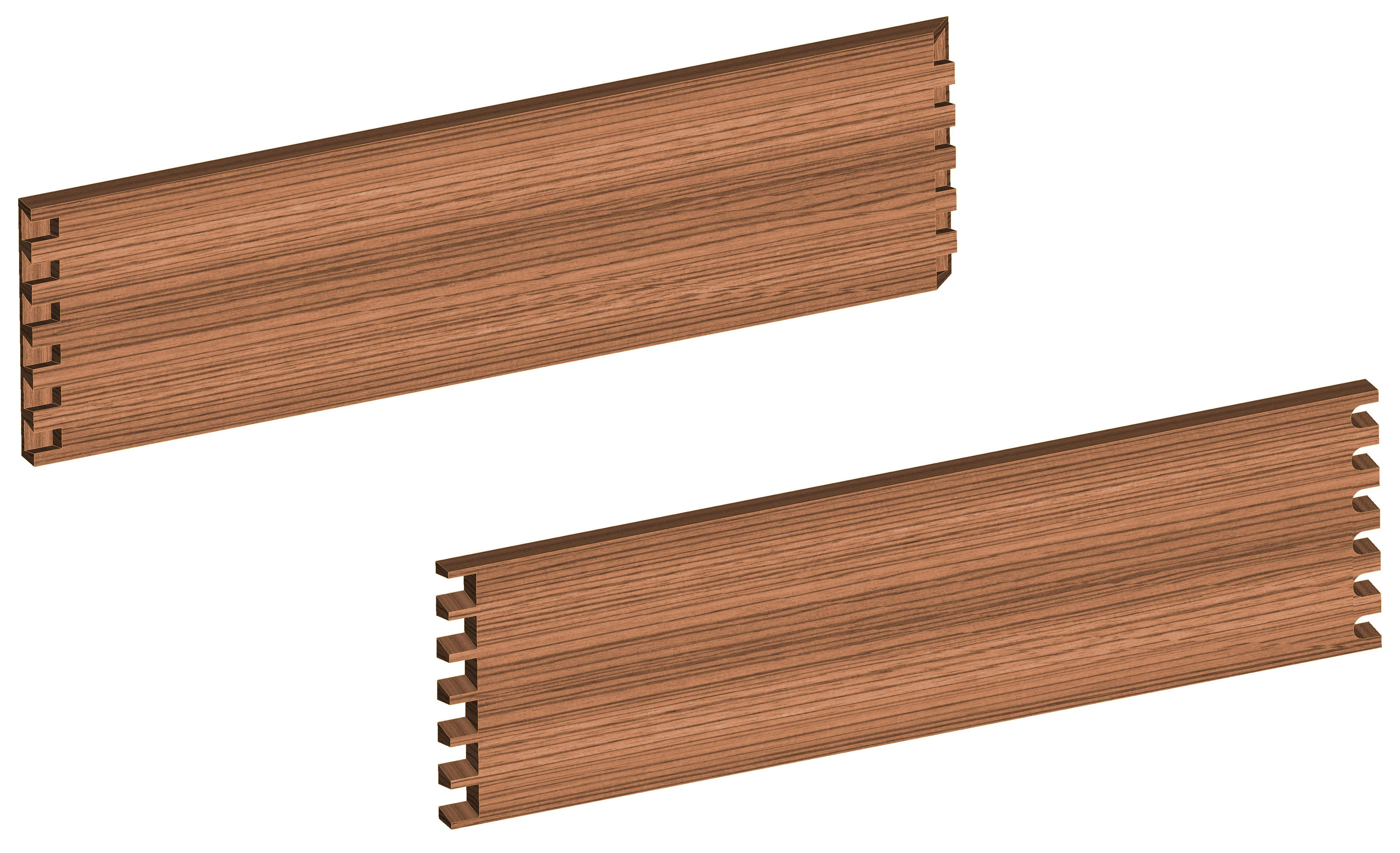
Varianten
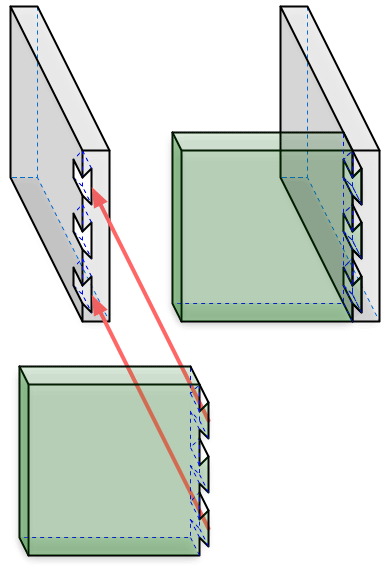
Herstellen einer verdeckten Schwalbenschwanzverbindung
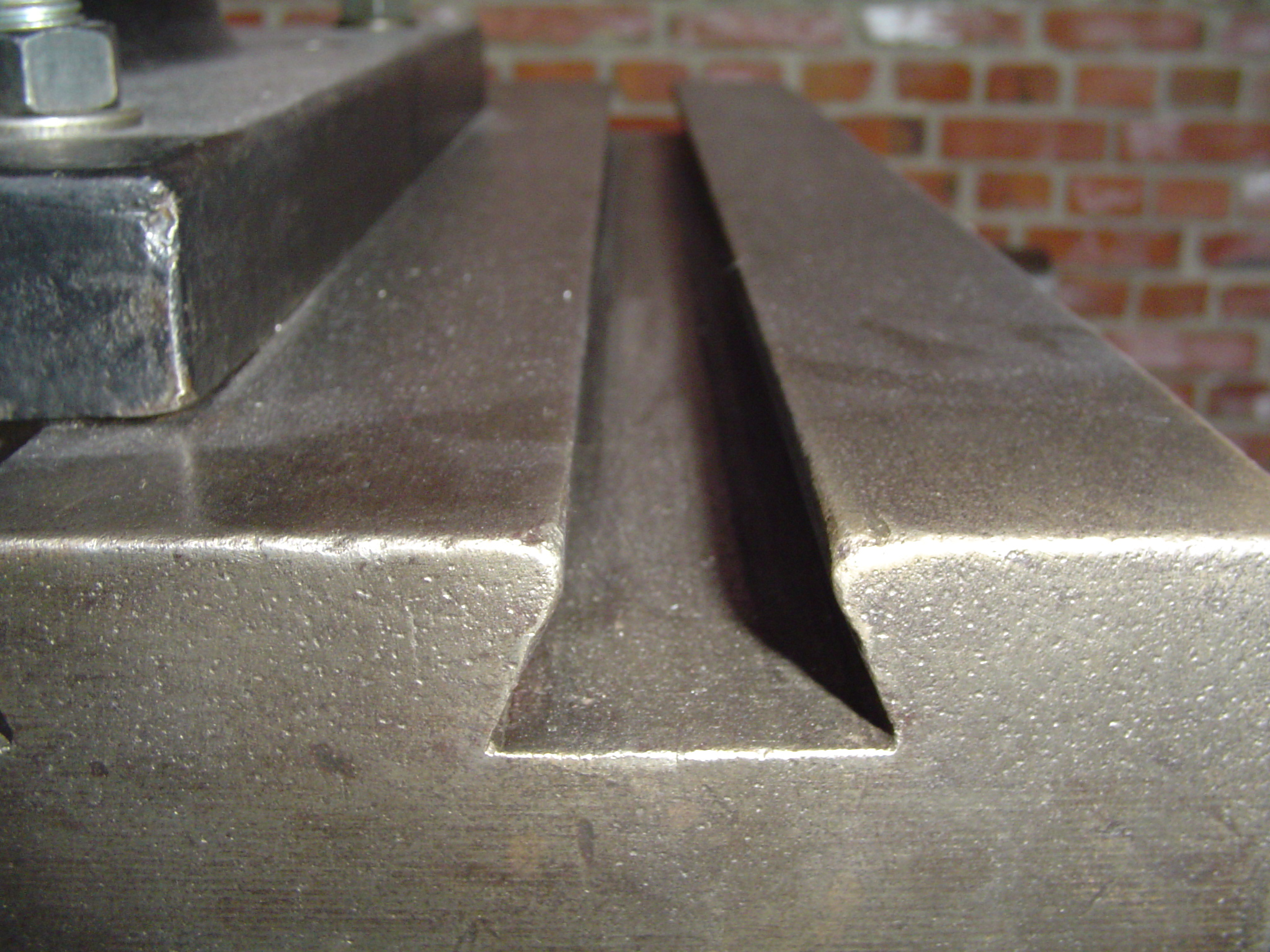
Befestigungsnut für Spannkolben an einer Werkzeugmaschine
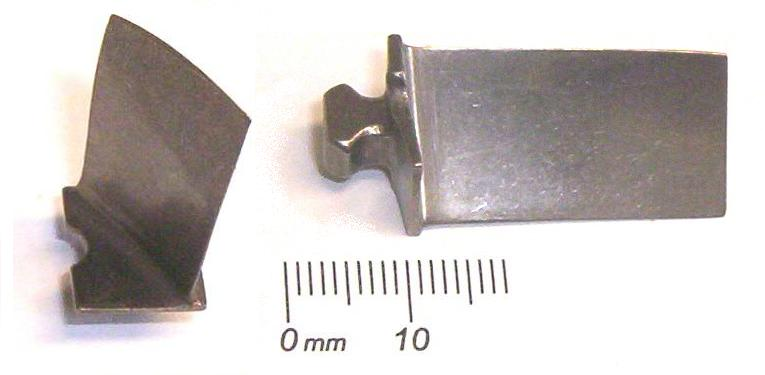
Verdichterschaufel mit Schwalbenschwanzfuß
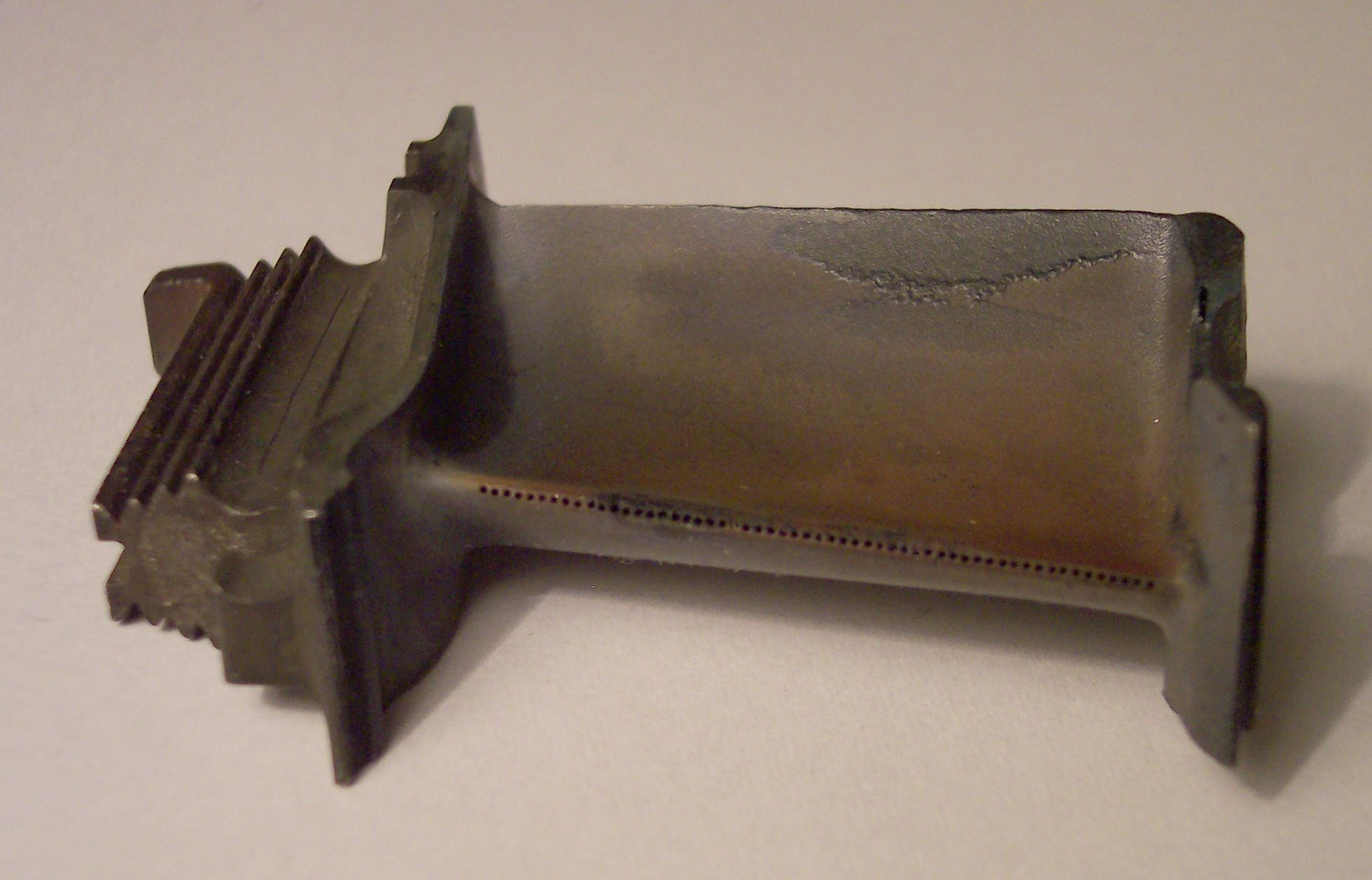
Turbinenschaufel mit „Tannenbaumfuß“
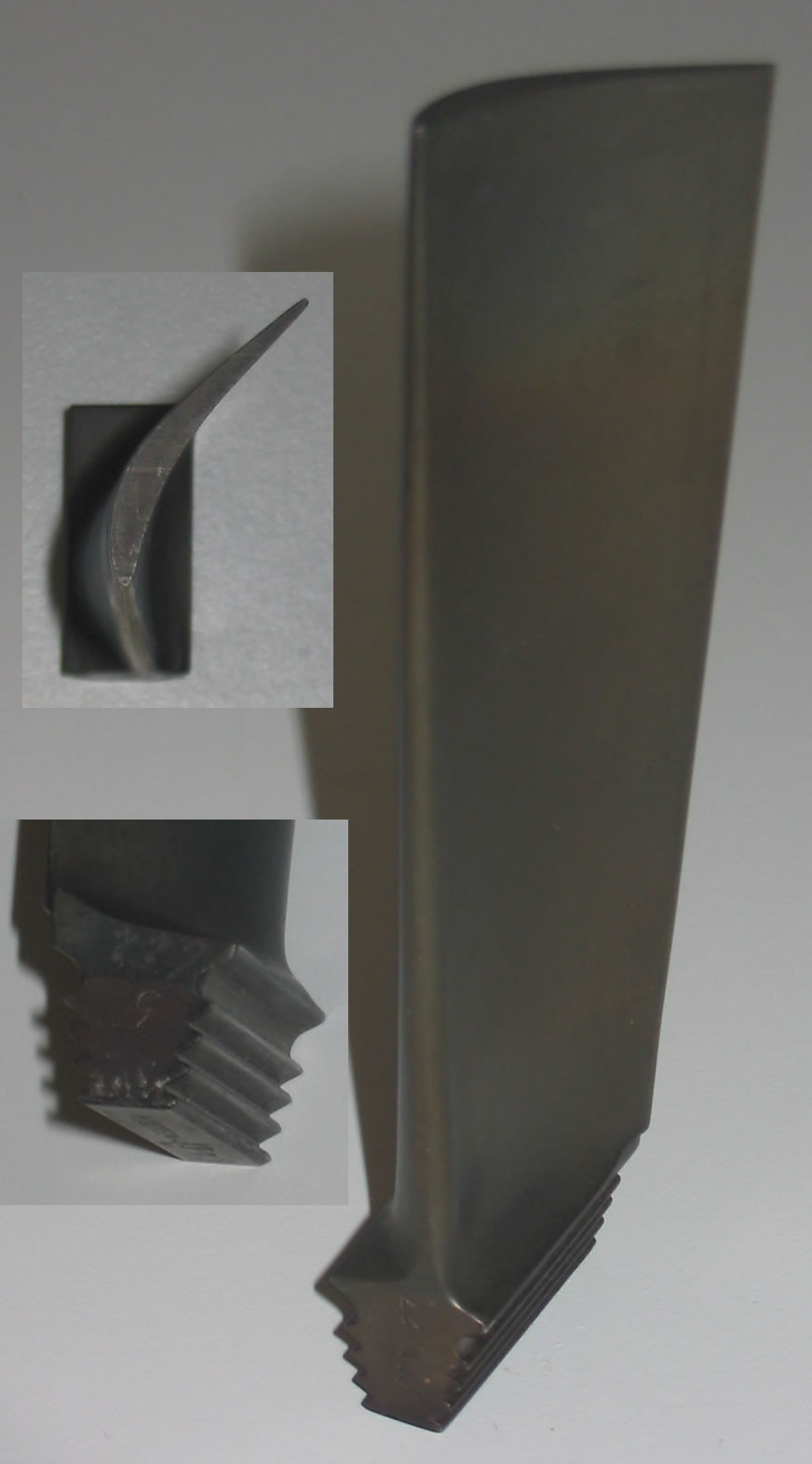
Turbinenschaufel mit „Tannenbaumfuß“
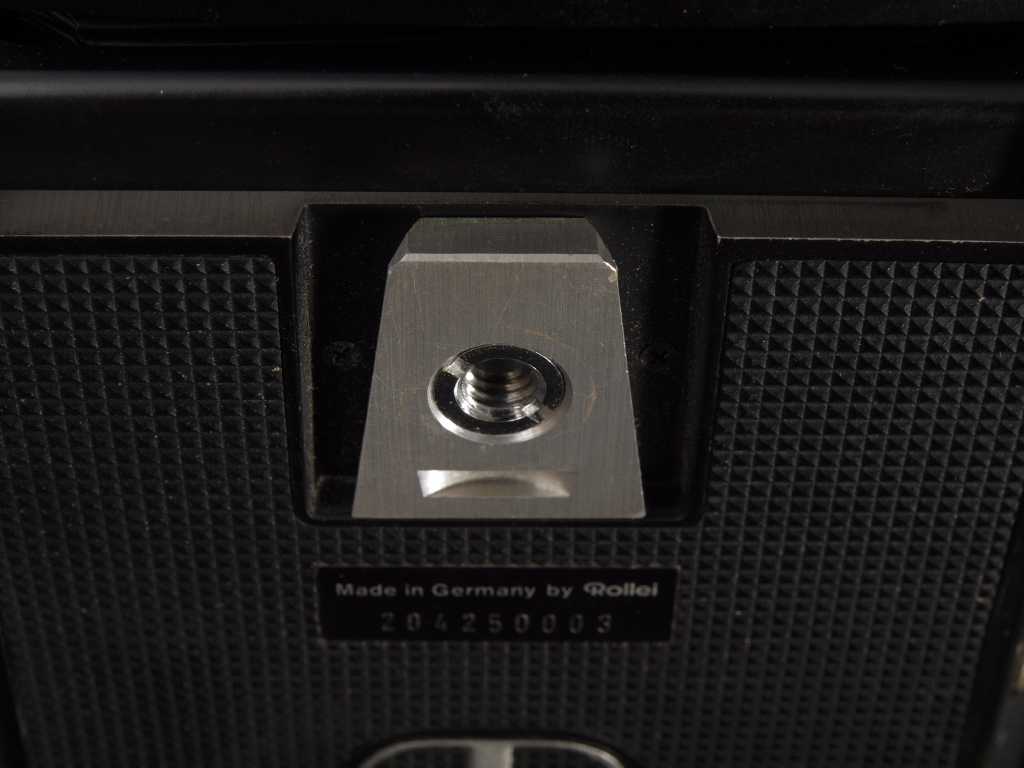
Schnellbefestigung eines Fotoapparates (Hier Rollei SL66) mit Schwalbenschwanz auf dem entsprechenden Gegenstück auf einem Stativ